# Topsentia fernaldi
Topsentia fernaldi är en svampdjursart som först beskrevs av Thomas Robertson Sim och Bakus 1986.  Topsentia fernaldi ingår i släktet Topsentia och familjen Halichondriidae.
Artens utbredningsområde är Kalifornien. Inga underarter finns listade i Catalogue of Life.